# Кундзіче (гміна Кринкі)
Кундзіче (пол. Kundzicze) — село в Польщі, у гміні Кринки Сокульського повіту Підляського воєводства.
Населення — 73 особи (2011).
У 1975-1998 роках село належало до Білостоцького воєводства.

## Демографія
Демографічна структура станом на 31 березня 2011 року:
|          | Загалом | Допрацездатний вік | Працездатний вік | Постпрацездатний вік |
| -------- | ------- | ------------------ | ---------------- | -------------------- |
| Чоловіки | 35      | 5                  | 26               | 4                    |
| Жінки    | 38      | 8                  | 24               | 6                    |
| Разом    | 73      | 13                 | 50               | 10                   |